# ヤシュ・エーブ・ショーク
ヤシュ・エーブ・ショーク(YAX-E:B'-XO:K?、またはヤシュ・モッチ・ショク、ヤシュ・チャクテル・ショクとも)は、マヤ・ティカル王朝初代の王。90年頃、王位に就いたとされる。

## 概要
ヤシュ・エーブ・ショークが具体的にいつティカルを統治していたかははっきりしていない。以前の研究では、378年に死亡したティカル王朝第9代の王とされたチャック・トック・イチャーク1世を基準に、ヤシュ・エーブ・ショークの統治年代を推測していた。おおよそ170年から235年、あるいは219年から238年にティカル初代の王として即位したと思われていたが、チャック・トック・イチャーク1世は第14代目の王であることが判明したため、現在ヤシュ・エーブ・ショークの統治年代はおおよそ90年頃とされている。
ヤシュ・エーブ・ショークが統治していたとされる時代はマヤ文明の創設期に当たる。ティカルは初期文明の発展に大きな役割を果たしていた。